# Strada provinciale 38 della Forra

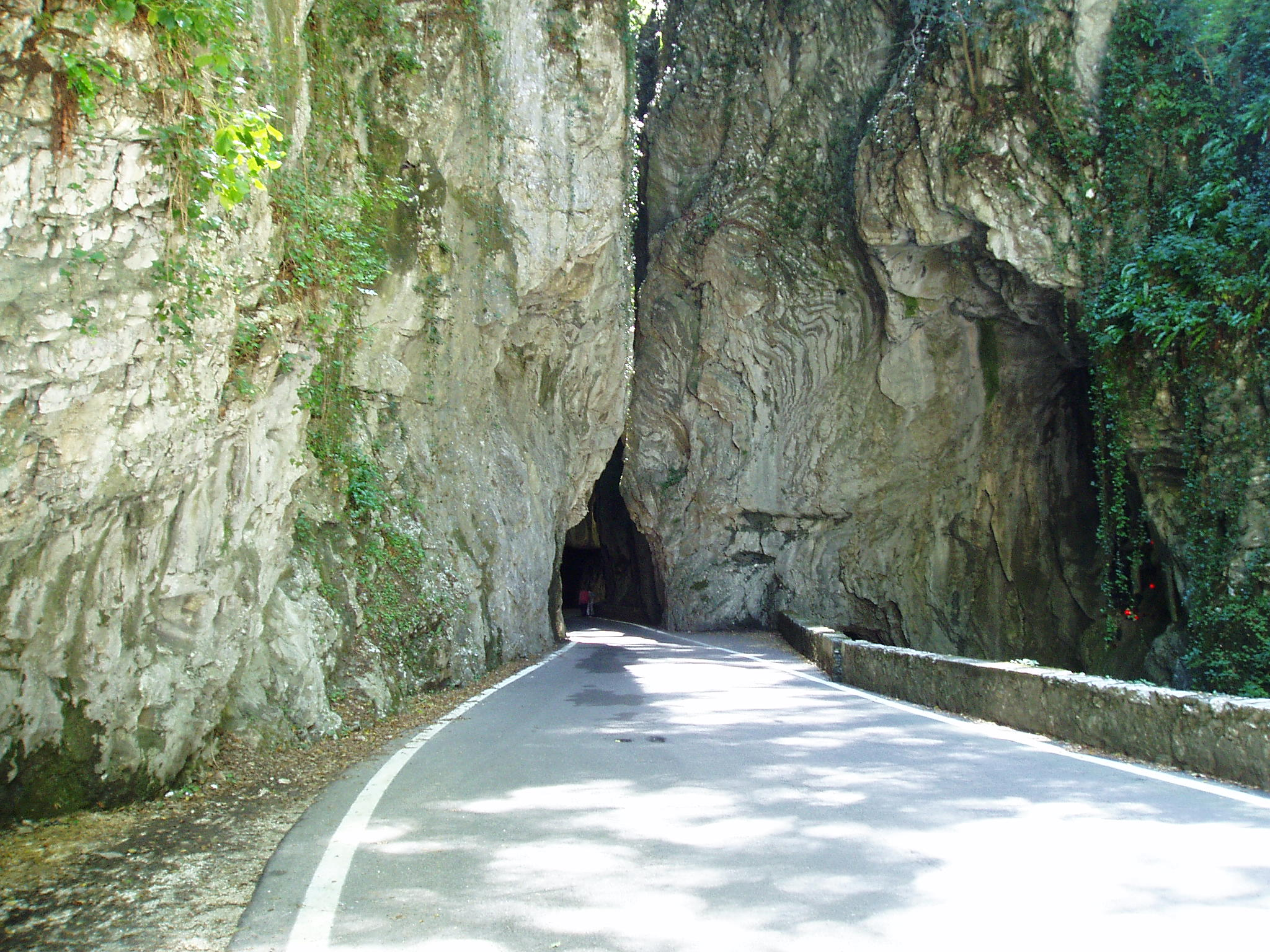
La forra sulla strada provinciale 38 (Strada della Forra) in direzione di Campione del Garda

La strada provinciale 38 della Forra (SP 38), è una strada provinciale che scorre in provincia di Brescia e che collega la SS45 bis, con deviazione poco dopo la galleria Punta Forbisicle-Campione, ed il comune di  Tremosine, sul Lago di Garda.

## Tracciato
La strada panoramica ha inizio da una deviazione sulla strada statale 45 bis Gardesana Occidentale dopo una galleria, superato il centro di Campione del Garda e si inerpica, con un dislivello di circa 200 m, sino a Pieve di Tremosine. È stata definita "la strada più bella del mondo".
La strada, a seconda dei periodi dell'anno, è percorribile solo in salita e durante precisi orari.

## Al cinema
È stata utilizzata come scenario nelle riprese del film Quantum of Solace, 22º capitolo della serie di James Bond.